# Gender Summit
Le Gender Summit, sommet des genres, a été créé en 2011 dans le but de défendre l’égalité des genres, entre les hommes et les femmes, dans les domaines des sciences, des technologies et du génie. Ces domaines comportent une majorité d’hommes et sont sous-représenté par les femmes.  

## Histoire
À l’origine, le Gender Summit a été créé dans le but de former une plateforme de discussion entre les différents intervenants de la communauté scientifique Européenne à propos de l'impact du genre sur la qualité des recherches scientifiques. Il s’est ensuite étendu à l’Amérique du Nord, l’Afrique et l’Asie-Pacifique. 
Les principaux points d’actions du Gender Summit sont de trouver des solutions aux problèmes de genre afin de créer de meilleures conditions pour les femmes. Ils s’attaquent principalement aux pratiques institutionnelles et à l’implantation de règlements. 
Le sommet permet de regrouper des scientifiques, des chercheurs, des professionnels provenant des universités et des instituts de recherches, des ingénieurs, des étudiants, des représentants industriels, etc. L'événement se déroule par une série de conférences, d'ateliers et de panel de discussion abordant différents sujets touchant le genre et la diversité dans les sphères des sciences, technologies et innovation. Les discussions se concentrent sur les recherches montrant l’influence de l’équité, de la diversité et de l’inclusion sur la qualité des résultats de recherche dans le domaine scientifique et ainsi trouver des solutions pour améliorer la situation.

## Liste des événements
(mars 2018).
| Édition                                 | Date                       | Lieu            | Thème original | Participants |
| --------------------------------------- | -------------------------- | --------------- | --- | ------------ |
| GS1 Europe                              | 8-9 novembre 2011          | Bruxelles       | Quality Research and Innovation through Equality | 300          |
| GS2 Europe                              | 29-30 novembre 2012        | Bruxelles       | Aligning Agendas For Excellence | 400          |
| GS3 Amérique du Nord                    | 13-15 novembre 2013        | Washington D.C. | Diversity Fueling Excellence in Research & Innovation. | 650          |
| GS4 Europe                              | 30 juin - 1er juillet 2014 | Bruxelles       | From Ideas to Markets: Excellence in mainstreaming gender into research, innovation, and policy                                                                                     | 400          |
| GS5 Afrique                             | 28-30 avril 2015           | Le Cap          | Poverty alleviation and economic empowerment through scientific research & innovation: Better Knowledge From and For Africa                                                         |              |
| GS6 Asie - Pacifique                    | 26-28 août 2015            | Séoul           | Better Science & Technology for Creative Economy: Enhancing the Societal Impact through Gendered Innovations in Research, Development and Business                                  |              |
| GS7 Europe                              | 6-7 novembre 2015          | Berlin          | Mastering gender in research performance, contexts, and outcomes | 430          |
| GS8 Amérique du Nord et Amérique latine | 27-29 avril 2016           | Mexico          | Science without borders: Improving impact by interlinking gender, geographic, disciplinary and educational dimensions                                                               |              |
| GS9 Europe                              | 8-9 novembre 2016          | Bruxelles       | Gender-based research, innovation and development for sustainable economies and societal wellbein                                                                                   |              |
| GS10 Asie – Pacifique                   | 25-26 mai 2017             | Tokyo           | Better Science and Innovation through Gender, Diversity and Inclusive Engagement | 600          |
| GS11 Amérique du Nord                   | 6-8 novembre 2017          | Montréal        | Embracing pluralism and thriving through diversity – shaping science and innovation Adopter le pluralisme et prospérer grâce à la diversité – façonner les sciences et l’innovation | 675          |
| GS12 Amérique latine et Caraïbes        | 6-7 décembre 2017          | Santiago        | Science, Technology and Innovation Without Limits! | 500          |
| GS13 Arabie                             | 10 novembre 2017           | Aqaba           | Gender Summit for the Arab World (Sommet exploratoire) | -            |
| GS14 Afrique                            | 19-20 mars 2018            | Rwanda          | Climate Change through the Gender Lens: Focus on Africa | À venir      |
| GS15 Europe                             | 18-19 juin 2018            | Londres         | United in Science and through Science | À venir      |
| GS16 Asie-Pacifique                     | 28-29 août 2019            | Singapour       | Diversity and Gender in Science: Enhancing the Value of Research and Innovation |              |
| GS17 Europe                             | 3-4 octobre 2019           | Amsterdam       | Driving academic innovation through diversity and inclusion: Towards a more diverse and inclusive scientific environment to enhance equity and excellence.                          |              |
| GS18 Afrique                            | Reporté                    | Kenya           | Agriculture through the Gender Lens: from Surviving to Thriving in a Climate Changing World                                                                                         |              |

## Gender Summit 11
Le Gender Summit 11 s'est déroulé à Montréal du 6 au 8 novembre 2017. Il s'agissait du premier Gender Summit au Canada. Il a regroupé plus de 600 personnes du domaine des sciences.
Cet événement se déroulait sous le thème Adopter le pluralisme et prospérer grâce à la diversité - façonner les sciences et l'innovation. Ce thème visait à ajouter aux discussions la place des membres de la communauté LGBTQ et la place des autochtones dans le domaine scientifique. Il s'agissait d'une première dans la série des Gender Summit. 
Les organisateurs de ce sommet comprennent le conseil de recherches en sciences naturelles et en génie du Canada, ainsi que les Fonds de recherche du Québec dans le domaine de la nature et technologies, la santé et société et culture.
Suzy Basile, professeure à l'Université du Québec en Abitibi-Témiscamingue, a pris place au panel de discussion de ce sommet afin d'aborder le sujet du genre dans le processus de réconciliation avec les peuples autochtones .